# Teràpia hormonal

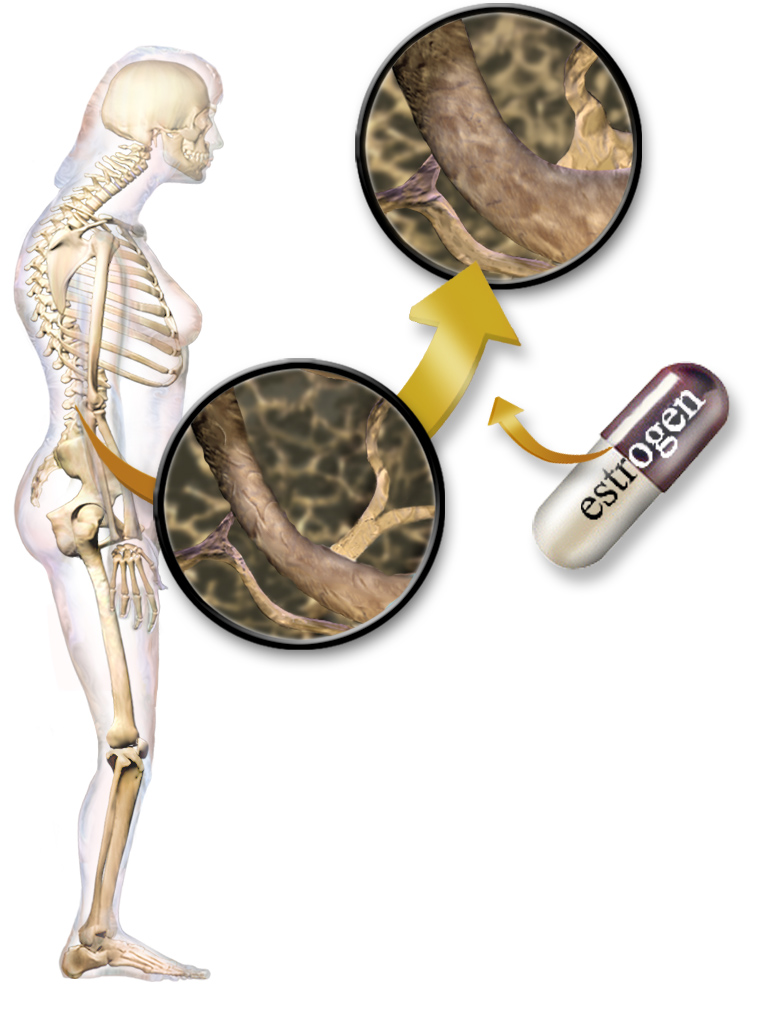
Teràpia hormonal substitutiva

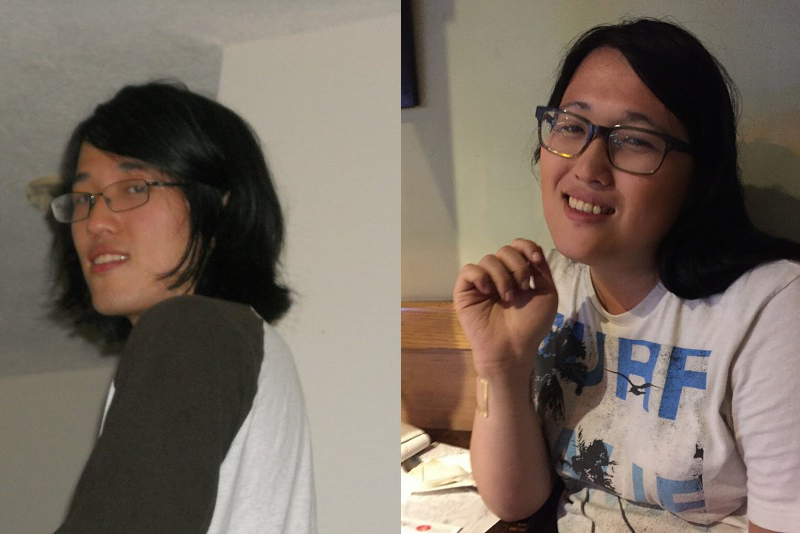
Teràpia hormonal de reassignació de sexe (MTF) – abans i després

La teràpia hormonal, teràpia endocrina o tractament amb hormones, és un tipus de tractament mèdic que utilitza hormones per corregir desequilibris hormonals, tractar símptomes específics o combatre certes malalties. Aquesta teràpia pot implicar l'administració d'hormones que el cos no produeix en quantitats suficients, el bloqueig de la producció d'hormones o la modificació de l'acció de les hormones en el cos. S'utilitza en una àmplia gamma de condicions, des de la menopausa i l'hipogonadisme fins al tractament de certs tipus de càncer i la infertilitat. Tot i que pot ser molt efectiva, la teràpia hormonal també comporta riscos i efectes secundaris, per la qual cosa és crucial que sigui administrada i supervisada per un metge especialista.
Entre les diverses aplicacions, destaquen la teràpia hormonal oncològica, utilitzada particularment en el càncer de mama hormonosensible per bloquejar l'efecte dels estrògens i frenar el creixement tumoral, o també la teràpia hormonal substitutiva, que tracta els símptomes de la menopausa amb estrògens, progestàgens o andrògens, tot i els seus possibles riscos. A més, la teràpia hormonal de reassignació de sexe facilita canvis físics en persones trans per adequar-se a la seva identitat de gènere.